# Arkel (bande dessinée)
Pour les articles homonymes, voir Arkel.
 (décembre 2009).
Si vous disposez d'ouvrages ou d'articles de référence ou si vous connaissez des sites web de qualité traitant du thème abordé ici, merci de compléter l'article en donnant les références utiles à sa vérifiabilité et en les liant à la section « Notes et références ».
Arkel est une série de bande dessinée belge créée par Stephen Desberg au scénario et Marc Hardy au dessin en 1983 dans le journal Spirou. Elle s'est interrompue en 1986, et a repris en 2008 sous le titre Ange & Diablesses.

## Synopsis
Arkel met en scène une vision particulière de la lutte immémoriale entre anges et diables, telle que la décrit la tradition judéo-chrétienne. La série ajoute en effet au conflit entre le Paradis et l'Enfer (appelé ici Envers) des éléments de science-fiction, avec des combats entre vaisseaux spatiaux sophistiqués. D'autres influences proches de la fantasy sont également présentes : combats d'épée, sortilèges… Les intrigues tournent autour des ruses et stratagèmes déployés par divers personnages de l'Envers pour vaincre les forces du Paradis.

## Historique
Toutes les histoires parues en albums ont été prépubliées dans le journal Spirou. Deux récits courts non réédités par la suite, Bon vent petit cumulus et Les Pirates de l'Envers, sont également parus dans le journal.
Un autre récit complet de quarante-quatre pages, Estelle, a été publié dans Spirou mais n'est jamais sorti en album dans sa forme originelle. Il était certes annoncé « à paraitre » en quatrième de couverture des albums Palombia, mais l'éditeur a fait faillite entre-temps. Estelle était manifestement conçu comme la première partie d'une histoire en deux volets, mais la deuxième partie n'a jamais été réalisée à la suite de l'interruption de la série.
Cependant le journal Spirou a republié fin 2008, sous le titre Au plus haut des cieux, les planches de la première partie d'Estelle partiellement redessinées par Marc Hardy et avec une nouvelle colorisation plus moderne. Comme le laissaient entendre les auteurs interviewés début 2009, l'hebdomadaire a ensuite accueilli dans ses pages la deuxième partie, La Nuit du grand bouc, plus de vingt ans après avoir commencé l'histoire. La série est rebaptisée Ange & Diablesses et les deux récits sont édités en deux albums sortis simultanément en juin 2009.

## Les personnages

### Le Paradis
- Arkel : ange, héros de la série
- Factor V : complice d'Arkel
- Le Tout Puissant : créateur de toute chose
- Estelle : ange protégée par Arkel

### L'Envers
- Baal : chef de l'Envers, inspiré du personnage mythique du même nom
- Les sept diables supérieurs : fils de Baal, ils sont ses principaux lieutenants. Ils personnifient chacun l'un des sept péchés capitaux. Le plus important d'entre eux est Gordh.
- Lilith : une diablesse, inspirée par une figure légendaire juive

## Publication

### Albums

#### Première série
Après l’album de Dupuis resté sans suite, l’éditeur Palombia décide de rééditer les deux premières histoires et de poursuivre avec les récits inédits. Quatre albums sont annoncés mais seuls trois sont sortis.
- Les Sept Diables supérieurs, Dupuis, collection « Étoiles Dupuis », 1985
Scénario : Stephen Desberg - Dessin : Marc Hardy - Couleurs : Cynthia Vittorio - Album double reprenant les récits La Fleur du pendu et Les Sept Diables supérieurs.
- 1 Arkel, Palombia, 1992
Scénario : Stephen Desberg - Dessin : Marc Hardy - Réédition de La Fleur du pendu.
- 2 Gordh, Palombia, 1993
Scénario : Stephen Desberg - Dessin : Marc Hardy - Couleurs : Cynthia Vittorio - Réédition des Sept Diables supérieurs.
- 3 Lilith, Palombia, 1993
Scénario : Stephen Desberg - Dessin : Marc Hardy - Couleurs : Stéphane Colman
- 4 Estelle, Palombia, annoncé, jamais sorti
Scénario : Stephen Desberg - Dessin : Marc Hardy

#### Deuxième série
En 2008, Arkel revient chez son éditeur d’origine. La série est rebaptisée Ange & Diablesses et l'album annoncé dans la série précédente, Estelle, est partiellement redessiné et s'intitule désormais Au plus haut des cieux.
- 1 Au plus haut des cieux, Dupuis, 2008
Scénario : Stephen Desberg - Dessin : Marc Hardy - Couleurs : Lætitia Schwendimann
- 2 La Nuit du grand bouc, Dupuis, 2009
Scénario : Stephen Desberg - Dessin : Marc Hardy - Couleurs : Lætitia Schwendimann

### Revues
1. La Fleur du pendu (1983), no 2343 au no 2354 du journal Spirou.
2. Sur la piste du trésor sacré interdit (1983),  Spirou Album+ 5.
3. Bon vent petit cumulus (1984), au no 2390 du journal Spirou.
4. Les 7 diables supérieurs (1984), no 2396 au no 2399 du journal Spirou.
5. Les Pirates de l’envers (1984), no 2431 du journal Spirou.
6. Lilith (1985), no 2460 au no 2463 du journal Spirou.
7. Au plus haut des cieux (publié initialement sous le titre Estelle, 1986/2008),  no 2539 au no 2542 et no 3685 au no 3690 du journal Spirou.
8. La Nuit du grand bouc (2009), no 3691 au no 3696 du journal Spirou.